# 西营子乡
西营子乡，是中华人民共和国辽宁省朝阳市朝阳县下辖的一个乡镇级行政单位。

## 行政区划
西营子乡下辖以下地区：
长皋村、川心店村、西六家子村、白庙子村、仇家店村、姜杖子村和五十家子村。